# Rudolf Pagenstecher (Archäologe)
Rudolf Pagenstecher (* 4. August 1886 in Hamburg; † 31. August 1921 in Rostock) war ein deutscher Klassischer Archäologe.

## Leben
Rudolf Pagenstecher war Sohn des Zoologen Alexander Pagenstecher und dessen Frau Olga Schwartze. Er legte 1904 in Hamburg sein Abitur ab und studierte danach bis 1909 Klassische Archäologie, Klassische Philologie und Kunstgeschichte an der Universität Heidelberg, 1908/09 unterbrochen von einem Studienaufenthalt an der Universität Leipzig, wo er auch unbesoldeter Volontärassistent war. 1909 wurde er in Heidelberg bei Friedrich von Duhn mit einer Arbeit zum Thema Die calenische Reliefkeramik promoviert und war danach bis 1910 Einjährig-Freiwilliger. Für seine Dissertation erhielt er die Goldene Medaille der Universität Heidelberg. Anschließend war er Dozent an der Universität Heidelberg, wo er sich 1912 mit einer Arbeit über Unteritalische Grabdenkmäler habilitierte und seitdem als Privatdozent lehrte. Von 1916 bis zu seinem frühen Tod lehrte er an der Universität Rostock als Nachfolger von Arnold von Salis als Ordinarius für Klassische Archäologie sowie Direktor des akademischen Münzkabinetts und Leiter der Archäologischen Sammlung.
Pagenstecher nahm an der Expedition Ernst von Sieglins nach Alexandria teil. Seine dortigen Forschungsergebnisse verarbeitete er in einer Studie zur Gestalt und Entwicklung der alexandrinischen Grabanlagen. Er erwarb sich besondere Verdienste um die Erforschung der antiken Keramik, Wandmalerei und Grabarchitektur. 1914 wurde er korrespondierendes Mitglied des Deutschen Archäologischen Instituts, im Jahr zuvor wurde er Ehrenmitglied der Société archéologique d’Alexandrie.
Nach ihm sind die Pagenstecher-Lekythen benannt.

## Schriften
- Die calenische Reliefkeramik. Reimer, Berlin 1909 (Digitalisat).
- Niobiden (= Sitzungsberichte der Heidelberger Akademie der Wissenschaften, Philosophisch-Historische Klasse Jg. 1910, Abh. 6). C. Winter, Heidelberg 1910 (Digitalisat).
- Eros und Psyche (= Sitzungsberichte der Heidelberger Akademie der Wissenschaften, Philosophisch-Historische Klasse Jg. 1911, Abh. 9). C. Winter, Heidelberg 1911 (Digitalisat).
- Unteritalische Grabdenkmäler (= Zur Kunstgeschichte des Auslandes H. 94). Heitz & Mündel, Strassburg 1912 (Digitalisat).
- Die griechisch-ägyptische Sammlung von Ernst von Sieglin. Teil 3: Die Gefässe in Stein und Ton. Knochenschnitzereien, Giesecke & Devrient, Leipzig 1913 (Digitalisat).
- Apulien (= Berühmte Kunststätten Bd. 65). Seemann, Leipzig 1914.
- Alexandrinische Studien (= Sitzungsberichte der Heidelberger Akademie der Wissenschaften, Philosophisch-Historische Klasse Jg. 1917, Abh. 12). C. Winter, Heidelberg 1917 (Digitalisat).
- Nekropolis. Untersuchungen über Gestalt und Entwicklung der alexandrinischen Grabanlagen und ihrer Malereien. Giesecke & Devrient, Leipzig 1919.
- Über das landschaftliche Relief bei den Griechen (= Sitzungsberichte der Heidelberger Akademie der Wissenschaften, Philosophisch-Historische Klasse Jg. 1919, Abh. 1). C. Winter, Heidelberg 1919 (Digitalisat).
- Die griechisch-ägyptische Sammlung von Ernst von Sieglin. Teil 1: Malereien und Plastik. 2 Bände, Giesecke & Devrient, Leipzig 1923 (Digitalisat).